# Байсу
Байсу́ (также Бойсу, Байсы; укр. Байсу, крымскотат. Bay Suv, Бай Сув) — исчезнувшее село в Белогорском районе Республики Крым, на территории Зеленогорского сельсовета. Располагалось на юге района, в ущелье одноимённой реки в пределах Главной гряды Крымских гор, примерно в 3,5 км ого-западнее села Красносёловка.

## История
Впервые в исторических документах селение встречается в «Ведомости о выведенных из Крыма в Приазовье христианах» А. В. Суворова от 18 сентября 1778 года, согласно которой из Баисы выселено 107 человек крымских греков, которые, вместе с выходцами из сёл Чердаклы и Малая Каракуба основали на новом месте село Чардаклы (в настоящее время село Кременевка Никольского района Донецкой области). По ведомости генерал-поручика О. А. Игельстрома от 14 декабря 1783 года в селении, после выхода христиан «дома с повеления ханскаго все разобраны и строение оных употреблено на другия надобности, а сколко их было неизвестно». Согласно «Ведомости… какие христианские деревни и полных дворов. И как в оных… какие церкви служащие, или разорённые. …какое число священников было…» от 14 декабря 1783 года в селе Баилсус числилось 32 греческих двора и церковь св. Кирияки. В ведомости «при бывшем Шагин Герее хане сочиненная на татарском языке о вышедших християн из разных деревень и об оставшихся их имениях в точном ведении его Шагин Герея» и переведённой 1785 году, содержится список 20 жителей-домовладельцев деревни Байсу, с подробным перечнем имущества и земельных владений. 11 хозяев имели по 2 дома, у остальных числилось по 1 дому, и недвижимости не записано, как и земельных владений. Также содержится приписки, что «Его сиятельству графу Безбородке» и «Сеи деревни луга сады и пахотные поля с одной стороны граничат с деревнею Яни Сала с другой горы с третей Каракоба деревнею с четвёртой деревнею Могулбай». Уже в Камеральном Описании Крыма… 1784 года не зафиксировано, хотя было отмечено, как Бойсу, на карте Федора Чёрного 1790 года.
Селение было возрождено в конце XIX века: на верстовке Крыма 1890 года отмечен хутор Байсу. Некое поселение Байсу есть на картах 1941 и 1942 года (как Бай-Су), но ни в каких учётно-статистических документах пока не обнаружено.